# Bübüsara Beischenalijewa

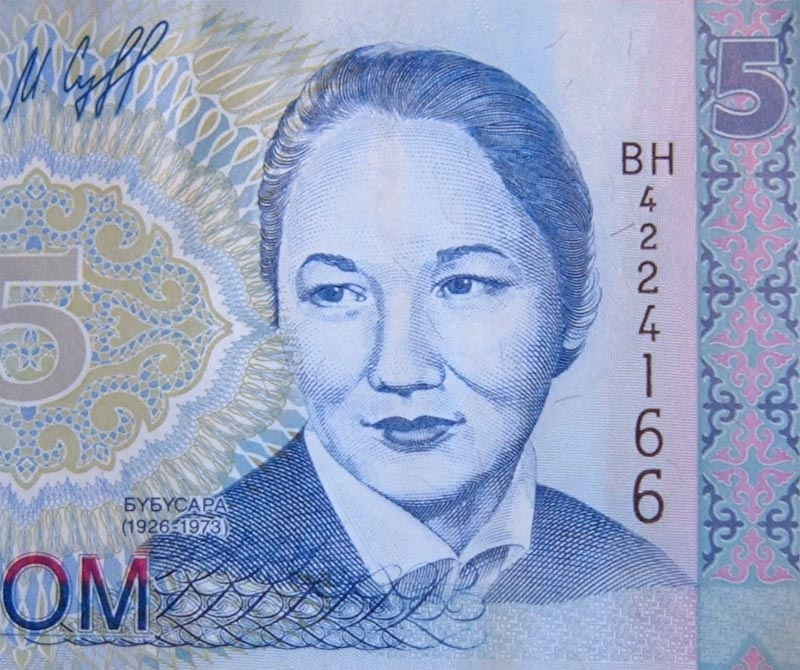
Bübüsara Bejschenalijewa

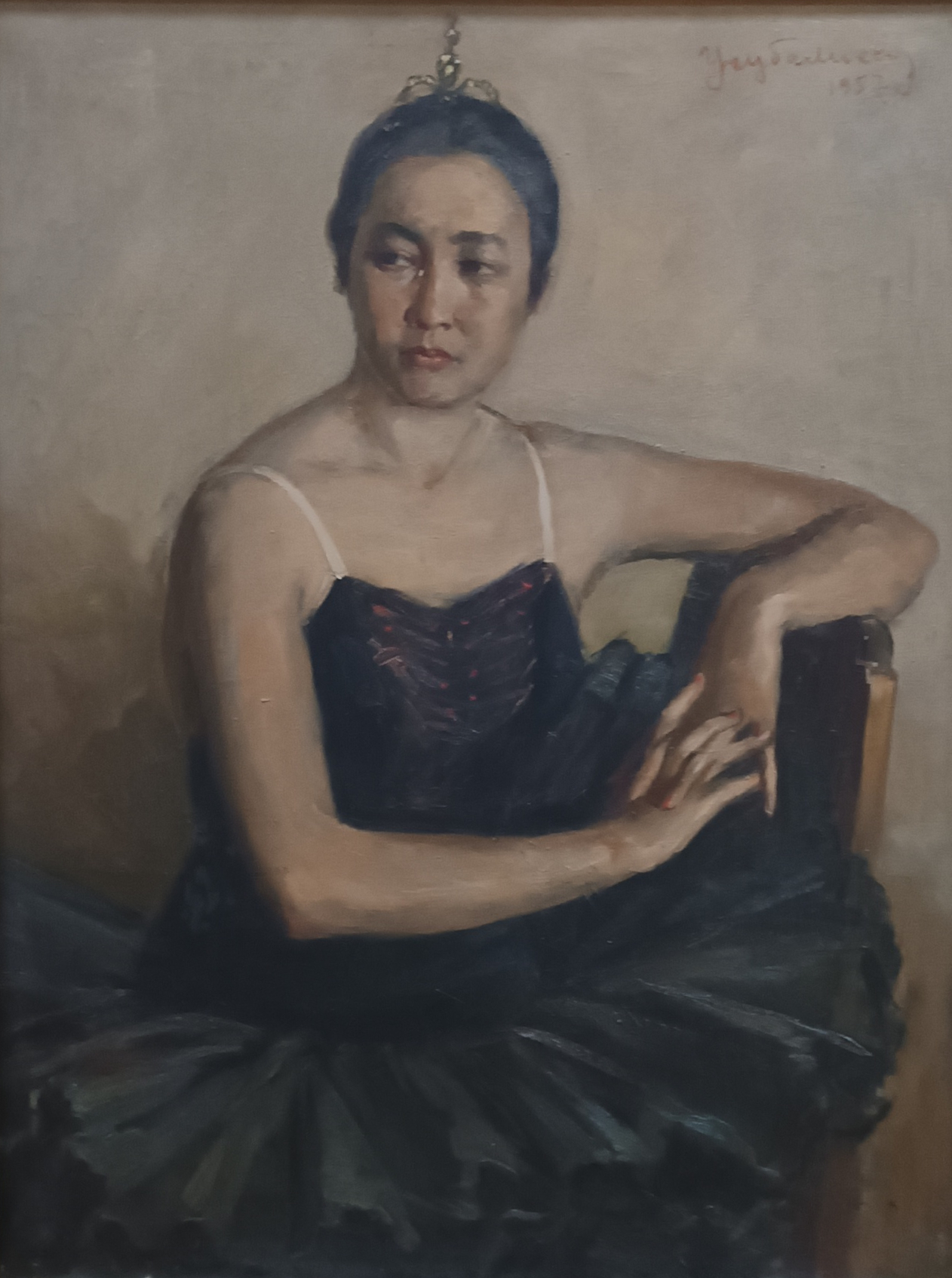
Bübüsara Bejschenalijewa 1957

Bübüsara Beischenalijewa (Бүбүсара Бейшеналиева; * 17. Mai 1926 in Woronzowka; † 11. Mai 1973 in Frunse) war eine kirgisisch-sowjetische Ballerina, Tänzerin und Lehrerin. Sie war Volkskünstlerin der UdSSR (1958) und gilt als erste Ballerina Kirgisistans. Sie ist auf der kirgisischen 5-Som-Note abgebildet.

## Biografie
Sie wurde im Dorf Woronzowka im Norden Kirgisistans geboren. 1941 absolvierte sie die Leningrader Choreographieschule und war Primaballerina am Staatsopern- und Balletttheater Frunse, wo sie  beispielsweise in „Czoépon“ (1944, 1953), „Anar“ (1950), „Schwanensee“ (1950), „Red Poppy“ (1953)
und „Esmeralda“ (1955) auftrat. Ab 1949 unterrichtete sie an der Musik- und Choreographieschule in Frunse. Sie war Mitglied des Obersten Rates der UdSSR VI und VII (1962–1970) sowie im Obersten Rat der Kirgisischen SSR IV, V und VI des Mandats (1955–1962). Sie starb am 11. Mai 1973 in Frunse und wurde auf dem Ala-Artscha-Friedhof begraben.
1954 wurde Bejschenalijewa der Ehrentitel „Volkskünstlerin der Kirgisischen SSR“ und 1958 der Titel „Volkskünstlerin der UdSSR“ verliehen. Sie wurde auch mit dem Orden des Roten Banners der Arbeit und dem Ehrenorden ausgezeichnet.

## Privates
Bübüsara Bejschenalijewa war mit dem kirgisischen Komponisten Achmat Amanbajew verheiratet. Ihre Liaison mit Tschingis Aitmatow, die sich 14 Jahre entwickelt, wurde im Film Tschynggys menen Bübüssaira verarbeitet.